# Газовий тиск у гірських породах
Газовий тиск у гірських породах — тиск газу в гірських породах. Збільшується пропорційно до глибини залягання гірських порід.
Ступінь наростання газового тиску у гірських породах (рос. степень газового давления, англ. degree of gas pressure, нім. Grad m des Gasdruckes) — темп наростання з глибиною газового тиску у гірських породах, що вимірюється відстанню, якій відповідає збільшення газового тиску на 0,1 МПа.